# Djuptjärnen (Ströms socken, Jämtland, 708335-148124)
Djuptjärnen är en sjö i Strömsunds kommun i Jämtland och ingår i Ångermanälvens huvudavrinningsområde.